# Oncideres malleri
Oncideres malleri är en skalbaggsart som beskrevs av Lúcia Maria de Campos Fragoso 1970. Oncideres malleri ingår i släktet Oncideres och familjen långhorningar. Inga underarter finns listade i Catalogue of Life.